# ريتشارد إس. ألدريش
ريتشارد إس. ألدريش هو محامي وسياسي أمريكي، ولد في 29 فبراير 1884 في واشنطن العاصمة في الولايات المتحدة، وتوفي في 25 ديسمبر 1941 في بروفيدنس في الولايات المتحدة. نشط حزبياً في الحزب الجمهوري. وقد انتخب عضو مجلس ولاية رود آيلاند ‏ وانتخب عضو مجلس النواب الأمريكي.